# Hans-Georg Gerling
Hans-Georg Gerling (* 12. Januar 1943 in Magdeburg) ist ein deutscher  Politiker (CDU). Er war Abgeordneter der Bremischen Bürgerschaft.

## Leben

### Ausbildung und Beruf
Gerling besuchte die Handelsschule. Er war von 1959 bis 1962 zur Ausbildung bei der Spar- und Darlehnskasse Huchting. Er war dort anschließend Sachbearbeiter und Kassierer. Nach dem Wehrdienst war er ab 1967 Angestellter bei der Spar- und Darlehnskasse und nach einer Fusion von 1972 bei der Bremischen Volksbank.

### Politik
Gerling ist seit 1982 Mitglied der CDU. Zwischen 1983 und 1991 war er Mitglied des Beirats beim Ortsamt Huchting und ist seit 1988 Vorsitzender des CDU-Stadtbezirksverbandes Huchting. Er war Mitglied im Landesvorstand der CDU Bremen und von 2008 bis 2012 Vorsitzender des CDU-Kreisverbandes Bremen-Stadt. Nachdem er angekündigt hatte, nicht wieder als Kreisvorsitzender zu kandidieren, wurde der ehemalige Bausenator Jens Eckhoff zu seinem Nachfolger gewählt.
Er war von 1995 (Unterbrechung Juni bis September 2007) bis 2011 Abgeordneter in der Bremischen Bürgerschaft. Hier war er im Landesbeirat für Sport, im Haushalts- und Finanzausschuss, im Petitionsausschuss und in der Deputation für Sport vertreten.

### Mitgliedschaften und Ämter
Er ist Aufsichtsratsmitglied bei der Bremer Sport & Freizeit GmbH.